# Santiago Fujimori
Santiago Fujimori Inomoto (La Victoria, 3 de diciembre de 1946) es un abogado y político peruano. Fue congresista de la república durante el periodo 2006-2011.

## Biografía
Nació en el distrito de La Victoria, ubicado en la ciudad de Lima, el 3 de diciembre de 1946. Es hijo de Naoichi Fujimori y de Matsue Inomoto, siendo hermano menor del expresidente Alberto Fujimori.
Realizó sus estudios primarios y secundarios en el Centro Educativo Alfonso Ugarte del distrito de San Isidro. Posteriormente, ingresó a la Universidad Nacional Mayor de San Marcos donde estudió la carrera de Derecho, donde obtuvo el título de bachiller en 1974 y el de abogado en 1975. También cuenta con una maestría en la Pontificia Universidad Católica del Perú y un estudio en la Universidad de Keiō ubicado en Tokio, Japón.
Laboró como asesor de la Embajada de Japón en Perú en el año 1977.

## Carrera política
Durante el gobierno de su hermano Alberto Fujimori, se desempeñó como asesor del régimen. Está involucrado en un caso sobre una supuesta compra irregular del Avión Presidencial. Cuando cayó el régimen de su hermano, Fujimori vivió alejado de la política. También fue denunciado por su entonces cuñada, Susana Higuchi, sobre la estafa de la ropa donada proveniente de Japón.

### Congresista de la República
Para las elecciones generales del 2006, ante el fracaso de la intención de postular nuevamente a su hermano Alberto Fujimori a la presidencia de la república, Santiago Fujimori fue anunciado como candidato a la primera vicepresidencia en la plancha presidencial de Martha Chávez por Alianza por el Futuro. Sin embargo, la candidatura presidencial quedó en 4.º lugar de las preferencias. En las mismas elecciones, Fujimori postuló al Congreso de la República por la lista de Lima Metropolitana y fue elegido congresista, con 22, 992 votos, para el periodo parlamentario 2006-2011.
Durante su gestión como congresista, fue designado como coordinador de la Comisión de Energía y Minas a partir del 3 de agosto del 2006. Fue también presidente de la Comisión de Energía y Minas, así como presidente de la Comisión de Relaciones Exteriores realizando una labor importante.
En 2008, fue presidente del Grupo de Trabajo encargado de sistematizar la legislación nacional (creado por la Comisión de Justicia). A partir del 6 de octubre del 2009 hasta el 2011, fue presidente de la Comisión Especial Multipartidaria Encargada del Ordenamiento Legislativo, la cual fue elegida por unanimidad.
Tras terminar su cargo parlamentario, Fujimori intentó su reelección al Congreso de la República en las elecciones parlamentarias del 2011 por Fuerza 2011 en la lista electoral de Lima Provincias, sin embargo, no resultó reelegido.